# Quercamps
Quercamps (niederländisch Kerskamp) ist eine französische Gemeinde mit 286 Einwohnern (Stand 1. Januar 2022) im  Département Pas-de-Calais in der Region Hauts-de-France. Sie gehört zum Arrondissement Saint-Omer und zum Kanton Lumbres.
Die Gemeinde gehört zum Regionalen Naturpark Caps et Marais d’Opale. Nachbargemeinden von Quercamps sind Bonningues-lès-Ardres im Nordwesten, Tournehem-sur-la-Hem im Nordosten, Journy im Westen, Acquin-Westbécourt im Osten, Alquines im Südwesten sowie Bouvelinghem im Süden.

## Bevölkerungsentwicklung
| Jahr      | 1962 | 1968 | 1975 | 1982 | 1990 | 1999 | 2007 | 2014 |
| Einwohner | 174  | 183  | 202  | 237  | 294  | 288  | 282  | 257  |

## Sehenswürdigkeiten
- Kirche Notre-Dame aus dem 19. Jahrhundert